# 弗里森海姆
弗里森海姆（德語：Friesenheim，發音：[ˈfʁiːzn̩ˌhaɪm]）是德国巴登-符腾堡州弗赖堡行政区奥尔特瑙县的城市，总面积46.57平方千米，2023年12月31日总人口为14,023人。